# Jef Lahaye
Pour les articles homonymes, voir Lahaye.
Jef Lahaye (né le 2 décembre 1932 à Bunde et mort le 12 avril 1990 à Ulestraten) est un coureur cycliste néerlandais. Professionnel de 1956 à 1961, il a été champion des Pays-Bas sur route en 1957.

## Palmarès

### Palmarès amateur
- 1955
  - 5e étape du Tour du Limbourg amateurs
  - Étoile de la Meuse
  - 4e étape du Tour de la province de Namur
  - 2e du Tour du Limbourg (Pays-Bas)

### Palmarès professionnel
- 1957
  - 3e du championnat des Pays-Bas sur route
- 1958
  -  Champion des Pays-Bas sur route
- 1960
  - 8e du Tour de Suisse
- 1961
  - 3e de la Flèche hesbignonne

## Résultats sur les grands tours

### Tour de France
3 participations 
- 1956 : 86e
- 1958 : abandon (10e étape)
- 1961 : abandon (11e étape)

### Tour d'Espagne
1 participation 
- 1961 : 23e